# حور راجفياني
حور راجفياني (الاسم العلمي:Populus tremuloides) هو نوع من النباتات يتبع جنس الحور من الفصيلة الصفصافية.